# 邵陛
邵陛（1535年—？），字世忠，號梅墩，浙江紹興府餘姚縣人，民籍，明朝政治人物。

## 生平
隆慶元年（1567年）丁卯科浙江鄉試第八十四名舉人，二年（1568年）聯捷戊辰科會試第五十名，二甲第二十名進士。改庶吉士，四年（1570年）三月授江西道監察御史，同年丁母憂。服闋，萬曆元年（1573年）十月復除河南道監察御史，二年巡按蘇松常鎮四府，四年巡按江北，六年巡按江西，九年二月升大理寺右寺丞，十一月升大理寺左寺丞，十年七月升大理寺右少卿，十一年二月升都察院右僉都御史、巡撫南贛，便道歸省，逾月丁父憂。服闋，十五年起復，十六年調右僉都御史、巡撫湖廣，十七年五月升左僉都御史、協理都察院事，十八年八月升刑部右侍郎，十九年八月升刑部左侍郎，被彈劾罷職歸里，卒後贈太子少保、刑部尚書。

## 家族
曾祖邵珉，訓導；祖父邵文達，封刑部主事 贈工部郎中；伯父邵悳容，刑部主事；父邵悳久，邵武府知府。前母吳氏（贈宜人）；母張氏（封宜人）（1513年-1570年）。具慶下。長兄邵型，嘉靖二十八年舉人，饒陽縣知縣，隆慶三年夏卒於官。兄邵壂、邵陞，弟邵垈、邵塈、邵圭、邵堤。從兄邵漳，江西布政使司左參議；邵畯，西安府知府；邵甄，貢士。從弟邵堪，嘉靖三十七年舉人，石埭縣知縣。

## 代表著作
- 《金輿山房稿》十四卷，明殷士儋撰，明萬曆十七年（1589年）浙江省餘姚縣邵陛刊本[6][需要較佳来源]。